# Douville-sur-Andelle
Douville-sur-Andelle település Franciaországban, Eure megyében. Lakosainak száma 414 fő (2022. január 1.). Douville-sur-Andelle Amfreville-les-Champs, Flipou, Pont-Saint-Pierre és Radepont községekkel határos.

## Népesség
A település népességének változása:
| Lakosok száma | 426  | 390  | 355  | 395  | 433  | 438  | 446  | 452  | 439  | 414  |
|               | 1968 | 1982 | 1990 | 2006 | 2013 | 2015 | 2017 | 2019 | 2020 | 2022 |